# Karol Fredro
Jan Karol Fredro z Pleszewic herbu Bończa (ur. ok. 1618 roku – zabity w Warszawie 12 sierpnia 1669 roku) – starosta krośnieński w latach 1663-1669.

## Życiorys
Był synem Zygmunta Fredro z Pleszewic (zm. 1663), kasztelana sanockiego i Teresy Ślezanowskiej. Krewnym jego był Andrzej Maksymilian Fredro (ok. 1620-1679), starosta krośnieński (od 1669 do 1679 roku) – wojewoda podolski (od 1676), filozof, pisarz barokowy.
Miał swoją chorągiew w wojsku służącą ojczyźnie. Należał do niespokojnych obywateli województwa ruskiego. W roku 1664 lub 1669, starosta krośnieński Karol Fredro nasłał na Piotra Ożgę uzbrojoną grupę górali, którzy napadli na podkomorzego w kruchcie kościoła w Wiszni. Poseł sejmiku wiszeńskiego na sejm 1662, 1666 (II), 1667, sejm nadzwyczajny 1668 roku i sejm abdykacyjny 1668 roku. W 1667 rozważano na Sejmie pozbawienia go mandatu  z przyczyn ciężkiej infamii. Odebrano mu starostwo krośnieńskie i inne przywileje. Został też posłem w następnym roku, jednak długo nie cieszył się tą funkcją. Wedle deklaracji sejmiku Karol Fredro padł ofiarą kancelarii.
Sędzia skarbowy ziemi sanockiej w 1666 roku, sędzia kapturowy ziemi sanockiej w 1668 roku, marszałek sejmiku 1669 roku.
Został zabity (być może w pojedynku), w Warszawie, 12 sierpnia 1669 roku, podczas sejmu elekcyjnego, przez starostę przemyskiego Marcina Kątskiego (1636-1710), (który został za ten czyn skazany na 6 miesięcy wieży i główszczyznę w wysokości 3000 grzywien oraz stracił piastowane dotychczas urzędy).